# Exetastes annulator
Exetastes annulator là một loài tò vò trong họ Ichneumonidae.